# 班始
班始（？—130年12月8日），右扶风平陵县（今陕西省咸阳市秦都区）人，东汉西域都护、定远侯班超之孙，京兆尹、定远侯班雄之子。

## 生平
班雄去世后，班始承袭为定远侯，娶清河孝王刘庆的女儿阴城公主刘坚得，刘坚得是汉顺帝刘保的姑姑，恃贵而骄，为人淫乱，与宠爱的侍臣住在帷帐中，召见班始进入帷帐，让他伏在床下，班始积怒难平。永建五年（130年），班始拔刀杀死刘坚得。汉顺帝大怒，想要下诏书把班始家族灭族，薛勤抗拒汉顺帝的意志不遵从，上奏皇帝。永建五年十月乙亥（130年12月8日），班始被腰斩于马市，班始的同母兄弟都被判处弃市的刑罚。